# 高城氏 (下総国)
高城氏（たかぎし）は、下総国葛飾郡小金（現在の千葉県松戸市）を本拠とした国衆。

## 概要
『寛政重修諸家譜』では、藤原姓二階堂氏の流れと伝えられているが、同系図には小金城を築いた高城胤吉の名が無くその子胤辰に由来すると思われる名が2代続く（胤辰－胤時－胤則）など、不自然な系譜となっている。高城氏関連の文書では平姓千葉氏の一族とされているものがほとんどであり、『寛政重修諸家譜』は江戸幕府に仕官する際に千葉氏の系譜をはばかる事情があったからとする説がある。千葉氏の一族とする系譜でも異同があり、通説では九州千葉氏の千葉胤貞の子高胤の息子のうち、長男胤親が原氏、次男胤雅が肥前国高城を根拠としたため、高城氏の祖になったとされている。胤雅は南朝方について没落して祖先の地である下総国に戻って下総千葉氏に仕えたという。また、胤雅にあたる人物を高城胤忠とする説もあり、根木内城を築城したのは胤忠とする伝承もある。さらに「高城」の名字の由来についても近年において千葉氏一族である相馬氏が領有していた時期がある陸奥国宮城郡高城保との関連性を指摘され、高城氏と相馬氏とのつながりを考える説も出されるなど、その出自・系譜については不明な点が多い。
下総国における高城氏の活動が明確になるのは、室町時代中期以後のことで、永享9年6月19日（1437年7月22日）に「高城四郎右衛門清高」が栗ケ沢で没したことが本土寺過去帳に記され、『千葉大系図』にも千葉満胤の家臣の中に「高城越前守」の名前が登場している。享徳の乱にて原氏が千葉氏宗家を倒して、馬加康胤を迎え入れて家中を掌握すると高城氏も原氏の指揮下に入り同氏の重臣的な存在となった。原氏は下総西部にも勢力を拡大させており、高城氏の小金進出もこの動きと関連があるとされている。永正14年（1517年）に原氏の小弓城が陥落して前述の高城越前守の子孫とみられる「高城越前守親子滅亡、同下野守逐電」したとされている。この下野守は古くから高城胤吉のことと考えられてきたが、本土寺過去帳には天文15年4月16日（1546年5月15日）に「高城下野守当地頭　輝叟玄楊」が死亡したと記されており、この人物が胤吉の父親（これにも胤正・胤忠両説がある）と推定され、小弓城陥落時に逐電した「高城下野守」と同一人物と考えられている。この時代の高城氏は原氏の重臣・代官として栗ケ沢城・根木内城とした葛飾郡東部に勢力を広げつつあったが、胤吉以前の歴代当主に関する正確な系譜や我孫子城などに存在した庶家の事績についてはほとんど不明のままである。
高城氏が地域領主として発展を遂げたと考えられるのは高城胤吉の時代である。胤吉は千葉勝胤の娘を娶（めと）って、小金城を築城するなどの活躍をみせ、北条氏と通じて2度の国府台合戦において北条方に加わった。胤吉は北条氏直接支配地域を除く太日河下流域の広範な地域を支配して利根川と東京湾（江戸湾/内海）を結ぶ水運を把握したほか、国府台城の城下町である市川や湾岸の行徳塩田なども支配していたと考えられている。胤吉の晩年にあたる永禄年間には後北条氏の他国衆として江戸城の遠山氏の支配下に入ると、次第に千葉氏や原氏から自立した存在として認識されるようになった。以後、胤辰・胤則と3代にわたって北条氏に従って活躍した。
天正18年（1590年）の小田原征伐において高城胤則は北条方の一員として小田原城の籠城に参加、その間に小金城は浅野長政によって包囲されて開城した。このため、胤則は所領を没収されて蒲生氏郷に預けられた。胤則の没後、未亡人の縁戚であった佐久間安政らの計らいで胤則の遺児胤重が江戸幕府の旗本に召しだされた。

## 系譜
諸説あり